# Cerevajka
Cerevajka (izvirno srbsko Церевајка) je naselje v Srbiji, ki upravno spada pod Občino Preševo; slednja pa je del Pčinjskega upravnega okraja.

## Demografija
V naselju, katerega izvirno (srbsko-cirilično) ime je Церевајка, živi 52 polnoletnih prebivalcev, pri čemer je njihova povprečna starost 31,5 let (33,3 pri moških in 29,8 pri ženskah). Naselje ima 17 gospodinjstev, pri čemer je povprečno število članov na gospodinjstvo 4,12.
To naselje je večinoma albansko (glede na rezultate popisa iz leta 2002).
|  |

| Demografija | Demografija     | Demografija     |
| Leto        | Št. prebivalcev | Št. prebivalcev |
| ----------- | --------------- | --------------- |
|             |                 |                 |
|             |                 |                 |
|             |                 |                 |
|             |                 |                 |
| 1948        | 240             |                 |
| 1953        | 232             |                 |
| 1961        | 241             |                 |
| 1971        | 228             |                 |
| 1981        | 77              |                 |
| 1991        | 145             | 144             |
| 2002        | 78              | 70              |
|             |                 |                 |

| Etnična sestava po popisu iz leta 2002 | Etnična sestava po popisu iz leta 2002 | Etnična sestava po popisu iz leta 2002 | Etnična sestava po popisu iz leta 2002 | Etnična sestava po popisu iz leta 2002 |
| -------------------------------------- | -------------------------------------- | -------------------------------------- | -------------------------------------- | -------------------------------------- |
| Albanci                                | Albanci                                |                                        | 67                                     | 95,71%                                 |
| Muslimani                              | Muslimani                              |                                        | 3                                      | 4,28%                                  |
| Neznano                                | Neznano                                |                                        | 0                                      | 0,0%                                   |